# Nationalstraße 223 (China)
Die Nationalstraße 223 (chinesisch 223国道, Pinyin 223 Guódào, englisch China National Highway 223), chin. Abk. G223, ist eine 323 km lange Fernstraße im Osten der Insel und gleichnamigen Provinz Hainan im Süden Chinas. Sie führt von der Provinzhauptstadt Haikou im Norden der Insel über Qionghai, Wanning und Lingshui nach Sanya an der Südküste. Sie verläuft parallel zum östlichen Teil der Ringautobahn G98.